# Vergütungsstruktur
Die Vergütungsstruktur eines Unternehmens ist ein Instrument der Personalpolitik. Sie ist ein unternehmensspezifisches System zur Bestimmung der Höhe des Gehalts der einzelnen Mitarbeiter. Die Implementierung einer Vergütungsstruktur im Unternehmen verfolgt den Zweck eine Entscheidungshilfe für die Bestimmung der Gehaltshöhe der einzelnen Mitarbeiter zu geben und die getroffene Entscheidung gegenüber allen Stakeholdern eines Unternehmens zu legitimieren.

## Vergütung

Schema einer Vergütungsstruktur

Die Frage nach einer angemessenen Vergütung betrifft drei Ebenen: die individuelle (mitarbeiterbezogene) Ebene, die Marktebene und die Ebene der Unternehmenspolitik. Konkret lassen sich vier Vergütungsziele spezifizieren:
Angemessene Vergütung ist
1. leistungsgerecht,
2. marktgerecht,
3. fair,
4. konsistent.

Eine angemessene Vergütung eines Mitarbeiters orientiert sich im Idealfall an der erbrachten Arbeitsleistung (individuelle Ebene), an der Vergütung von Mitarbeitern anderer Unternehmen in vergleichbaren Positionen (Marktebene) sowie an ethischen und moralischen Werten und wird für alle Mitarbeiter aller Unternehmen nach denselben Gesichtspunkten bestimmt (Ebene der Unternehmenspolitik).
Aus der Vergütungsstruktur lassen sich Instrumente ableiten, mit denen das Gehalt jedes Mitarbeiters so bestimmt werden kann, dass sich die Vergütungsziele auf allen drei Ebenen (näherungsweise) erreichen lassen. Die operationalisierten Ziele können durch Variablen einer Funktion zur Bestimmung des idealen Gehalts ausgedrückt werden.
Die Grafik zeigt eine schematische Darstellung einer Vergütungsstruktur. Das Gehalt (w) eines Mitarbeiters ist abhängig von seiner Hierarchiestufe (h), seiner im Unternehmen (bzw. in seinem Beruf) verbrachten Zeit (t) und der Gehaltsanpassungsrate (α). Erhält ein Mitarbeiter eine beförderungsbedingte Gehaltsanpassung, so wirkt sich diese Veränderung sprunghaft auf (w) aus; daher verläuft der Graph „stufenartig“. Der Sprung zwischen den Gehaltsstufen ist das sogenannte Differential. Innerhalb einer Gehaltsstufe ist (w) i. d. R. einer stetigen positiven Veränderung unterworfen, ausgedrückt durch die Gehaltsanpassungsrate α. (α) ist abhängig von externen Faktoren (Σxe), z. B. der Inflationsrate oder tariflichen Regelungen, und von der individuellen Leistung (l) des Mitarbeiters.

## Praxis
In der Praxis erweist sich eine konsequente Anwendung einer Vergütungsstruktur, die dem o. g. Schema folgt, als zu komplex, da insbesondere die Quantifizierbarkeit von Leistung („Performance“) Probleme aufwirft. Um die individuellen Fähigkeiten der Mitarbeiter zu berücksichtigen, muss für jeden Mitarbeiter ein Leistungsprofil und ein individueller Karrierepfad erstellt und mit denen anderer Mitarbeiter verglichen werden. Besonders für Großunternehmen mit einer Vielzahl von Mitarbeitern in unterschiedlichen Jobfamilien gestaltet sich dieser Prozess als zu aufwändig.
Um eine entsprechende Vergütungsstruktur in einem Unternehmen implementieren und anwenden zu können, werden unterschiedliche Verfahren angewendet.
Die einzelnen Mitarbeiter werden generischen Positionsbeschreibungen zugeordnet (vgl. summarisches Job-Matching), die in einer geordneten Positionsfamilien-Struktur angelegt sind.
Die Rollen der einzelnen Mitarbeiter werden mit Hilfe eines standardisierten Positionsbewertungssystems analytisch bewertet und zu Clustern (Bands & Grades, Watson Wyatt: Global Grading System oder Points, Hay Group: Hay Guide Charts bzw. Mercer: International Position Evaluation) zusammengefasst.
Die Ermittlung des Gehalts erfolgt dann im Marktvergleich. D.h. die Vergütung für die spezifische Position eines Mitarbeiters wird der Vergütung vergleichbarer Positionen in anderen Unternehmen gegenübergestellt bzw. davon abgeleitet (→ Gehaltsbenchmarking).
In vielen Unternehmen wird die Einführung einer Vergütungsstruktur zwischen Arbeitgeber- und Arbeitnehmervertretern im Rahmen einer Betriebsvereinbarung geregelt.

## Clusteranalyse

Leistungsabhängige Vergütung

Die analytische Bewertung der Positionen und die Einteilung in Cluster helfen bei der Systematisierung und Analyse der vorhandenen Vergütungspraxis. Darüber hinaus können verschiedene Handlungsbedarfe aus den Ergebnissen einer solchen Clusteranalyse abgeleitet werden.

Clusterbildung innerhalb einer Vergütungsstruktur

Die Einteilung in die einzelnen Cluster veranschaulicht die Notwendigkeit für bestimmte personalwirtschaftliche Maßnahmen. So beschreibt, bei einer leistungsabhängigen Vergütung, die Position eines Mitarbeiters innerhalb eines Clusters die Leistung im Vergleich zu anderen Mitarbeitern im selben Cluster. Befindet sich ein Mitarbeiter in der unteren Hälfte eines Clusters lässt sich daraus ableiten, dass er verglichen mit seinen Kollegen weniger Leistung erbringt. Daraus lassen sich entsprechende Folgemaßnahmen, wie beispielsweise Mitarbeiterschulungen, Arbeitsplatzergonomie, Zielvereinbarungen, u. a. ableiten. Top-Performer, also Mitarbeiter, die überdurchschnittliche Leistungen erbringen sollten durch bestimmte personalwirtschaftliche Maßnahmen (z. B. nicht-monetäre Vergütung, Beförderung usw.) an das Unternehmen gebunden werden.

## Kritik
- Oft ist Leistung nicht mittelbar, oder nur schlecht quantifizierbar. Eine Leistungsbewertung spiegelt dadurch immer nur die subjektive Sichtweise der verantwortlichen Person wider.
- Die genauen Gewichtungen der Faktoren, die auf das Gehalt wirken, bleiben unbekannt.
- In vielen Branchen wird die Vergütungspraxis nicht auf Grundlage der Arbeitsleistung getroffen, sondern ist das Ergebnis aus tariflichen Regelungen, die dem Einfluss verschiedener Interessengruppen (z. B. Gewerkschaften, Arbeitgeberverbände) unterworfen sind.
- Soziale Faktoren spielen bei dieser Art von Gehaltsfindung keine Beachtung, sofern sie nicht gesetzlich geregelt sind.